# Nejc Gazvoda

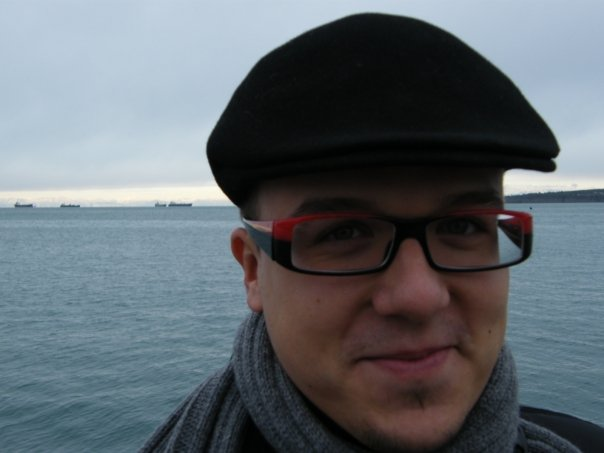
Nejc Gazvoda

Nejc Gazvoda (* 5. Juni 1985 in Novo mesto, SFR Jugoslawien) ist ein slowenischer Schriftsteller, Regisseur und Drehbuchautor.

## Leben und Wirken
Gazvoda maturierte am Gymnasium in Novo mesto und schloss die Akademie für Theater, Radio, Film und Fernsehen der Universität Ljubljana mit einem Diplom in Filmregie ab. Seit Beginn der Saison 2019/20 ist er als Dramaturg und Regisseur beim slowenischen Nationaltheater Maribor angestellt.
Nejc Gazvoda erlebte bereits früh den bisherigen Höhepunkt seiner schriftstellerischen Karriere. Noch als Gymnasiast schrieb er Vevericam nič ne uide („Den Eichhörnchen entgeht nichts“), seine erste Sammlung an Kurzgeschichten, welche 2004 als bestes Literaturdebüt nominiert wurde. Für dieses Erstlingswerk erhielt er 2005 den Preis Goldener Vogel der Liberalen Akademie sowie 2006 den Fabula-Preis als beste Sammlung an Kurzgeschichten. Als seine nächste Arbeit gab er 2006 den Roman Camera obscura heraus, welcher für den Kresnik-Preis als bester Roman nominiert wurde, gefolgt 2007 von einer weiteren Kurzgeschichtensammlung mit dem Titel Fasunga („Monatseinkauf“). 2008 erschien sein zweiter Roman mit dem Titel Sanjajo tisti, ki preveč spijo (dt. „Es träumen diejenigen, die zu viel schlafen“). Im Jahre 2009 folgte ein weiterer Roman V petek so sporočili, da bo v nedeljo konec sveta (dt. „Am Freitag verkündeten sie, dass Sonntag das Ende der Welt sein wird“). Zu dieser Zeit wurde er vor allem von Medien und Literaturkritik zu einem Vertreter der literarischen „80er Generation“ (generacija osemdesetih) sowie als Stimme seiner Generation ernannt, da sich Gazvoda in seinen Werken explizit mit Lebenswelt und Erfahrungen seiner Altersgenossen auseinandersetzte. Später wurde von verschiedenen Seiten kritisiert, dass seiner Literatur und der seiner gleichaltrigen Kollegen ein solches Konstrukt einer Generationengruppierung nicht gerecht werde, da es sich weder um eine literarische Gruppierung handelte noch wesentliche stilistische und inhaltliche Ähnlichkeiten zwischen den einzelnen Autoren bestünden. Nejc Gazvoda wandte sich nach 2009 dem Film- und Theaterschaffen zu.
Als Student an der Akademie für Theater, Radio Film und Fernsehen in Ljubljana produzierte er den Film Bordo rdeča („Bordeauxrot“), sein Diplomfilm von 2008 trägt den Titel Skrbnik (dt. „Vormund“). Im Bereich Fernsehen führte er bei den studentischen Fernsehdramen Kot dva polža („Wie zwei Schnecken“) (2007) und Merica sreče („Ein kleines Maß an Glück“) (2008) Regie, letzteres erhielt den Prešeren-Preis. Sein Drehbuch Gugalnica („Schaukel“) wurde auf der Bühne durch Janez Lapanje aufgeführt, bei dessen Film Osebna prtljaga („Persönliches Gepäck“) Gazvoda Co-Drehbuchautor war. Als gleichnamige Aufführung wurde Gugalnica in das Begleitprogramm der Slowenischen Theaterwoche aufgenommen. Selbstständig führte er bei der Puppenaufführung Železna gora („Eiserner Berg“) Regie, in das Programm des Festivals Bober aufgenommen wurde. Für das Drehbuch zum Kurzfilm Čisto lahko („Ganz einfach“) erhielt er den Grossmann-Preis. 2011 erfuhr sein erster Spielfilm Izlet („Ausflug“) sein Debüt, welcher später bei der Oscarverleihung 2013 als slowenischer Beitrag für die Kategorie Bester Internationaler Film ausgewählt wurde, es jedoch nicht in die endgültige Shortlist schaffte.

## Publikationen (Auswahl)
- 2004: Vevericam nič ne uide („Den Eichhörnchen entgeht nichts“), Kurzgeschichten
- 2004: Camera obscura, Roman
- 2007: Sanjajo tisti, ki preveč spijo („Es träumen diejenigen, die zu viel schlafen“), Roman
- 2007: Fasunga („Monatseinkauf“), Kurzgeschichten
- 2009: V petek so sporočili, da bo v nedeljo konec sveta („Am Freitag verkündeten sie, dass Sonntag das Ende der Welt sein wird“), Roman

## Filmografie (Auswahl)
- 2006: Kot ptič („Wie ein Vogel“), Kurzdokumentation – Drehbuch und Regie
- 2007: Bordo rdeča („Bordeauxrot“), Kurzfilm – Drehbuch und Regie
- 2008: Skrbnik (Vormund), Kurzfilm – Drehbuch und Regie
- 2008: Merica sreče („Ein kleines Maß an Glück“), Fernsehdrama – Regie
- 2009: Osebna prtljaga („Persönliches Gepäck“), Spielfilm – Co-Drehbuchautor
- 2010: Smehljaji („Lächeln“), Kurzfilm – Drehbuch
- 2011: Izlet („Ausflug“), Spielfilm – Drehbuch und Regie
- 2013: Dvojina (Dual - Zu zweit), Spielfilm – Drehbuch und Regie
- 2013: Razredni sovražnik („Der Klassenfeind“) – Drehbuch

## Dramentexte
- Tih vdih (Leiser Atemzug)
- Vranja vrata (Die Krähentür)
- Menjava straže (Wachenwechsel)
- Divjad (Das Wild)
- Gugalnica (Schaukel)

## Auszeichnungen
- 2005: Vevericam nič ne uide, Goldener Vogel-Preis[3]
- 2006: Vevericam nič ne uide, Fabula-Preis[4]
- 2008: Merica sreče, Prešeren-Preis[11]
- 2009: Čisto lahko, Grossmann-Preis[16]
- 2019: Tih vdih, Borštnik-Preis[18]
- 2019: Tih vdih, Grum-Preis[19]